# Ernst Herbeck
Ernst Herbeck (9 octobre 1920, Stockerau, Basse Autriche – 11 septembre 1991) était un poète autrichien. En 1940, à l'âge de 20 ans, Herbeck fut interné à l'hôpital psychiatrique Maria Gugging de la Basse Autriche  (Niederösterreich) où il passa la plus grande partie de sa vie, écrivant des milliers de poèmes jusqu'à sa mort.

## Biographie
Herbeck grandit à Stockerau, Basse Autriche. Il souffrait d’un bec-de-lièvre congénital gênant sa diction. Il fut opéré à plusieurs reprises entraînant un retard dans son cursus scolaire (il redoubla une classe de l'école primaire). Il ne put accéder à une formation professionnelle complète. Il poursuivit des études d'école de commerce pendant un an. À 18 ans, une dernière opération de son bec-de-lièvre est tentée. À l'âge de 20 ans, alors qu'il travaillait comme ouvrier non qualifié dans une entreprise d'armement fabricant des munitions, il commença à montrer des signes de schizophrénie.
Il fut interné pour la première fois en 1940, mais son comportement s'améliora momentanément. En octobre 1944, il fut appelé pour le  service militaire et libéré en mars 1945. Un an après la fin de la seconde guerre mondiale, il fut admis de nouveau définitivement à l'hôpital. Après 15 ans dans l'institution, il commença à écrire de la poésie, dite naïve ; sa poésie est particulièrement brève et remarquable dans son style. Les titres de nombreux poèmes sont les noms des animaux qui lui ont été offerts par son psychiatre Leo Navratil en tant qu'exercices.
Deux ans avant sa mort, Herbeck donna plus de 1000 de ses feuillets écrits à la main à la bibliothèque nationale d'Autriche.